# 聖公會聖西門呂明才中學
聖公會聖西門呂明才中學（英語：SKH St. Simon's Lui Ming Choi Secondary School，簡稱SKHSSLMC）是位於香港新界屯門新墟的一所中學，鄰近屯馬綫屯門站。

## 校政管理
歷任校監：

黃徐仲霞女士（1973年－1980年）

鄺廣傑法政牧師（1980年－1981年）

曾繼才會吏長（1981年－1991年）

蘇以葆主教（1991年－2001年）

王鳳儀律師（2001年－2006年）

關何迪媛女士（2006年－2010年）

曾慶松先生（2010年－2015年）

黃健新牧師（2015年－2018年）

郭始基先生（2018年至今）
歷任校長：

黃徐仲霞女士（1973－1980年）

羅蘇珊英女士（1980－1982年）

鄧榮光先生（1982年－1989年）

植柏燊先生（1989年－2000年）

區炳威先生（2000年－2012年）

王定鵬先生（2012年－2018年）

胡少娟女士（2019年－2021年）

湯皓勛先生（2022年至今）
歷任副校長：

鄧榮光先生  （1975年－1982年）

羅蘇珊英女士（1978年－1980年）

周麗思女士  （1984年－2012年）

鄧黃愛娥女士（1991年－2001年）

區敏明先生  （2003年－2009年）

梁春新先生  （2011年－2015年）

謝素茵女士  （2013年至今）

鄭銘強先生  （2015年－2019年）

陸志豪先生  （2023年至今）

李建豪先生  （2023年至今）

## 歷史

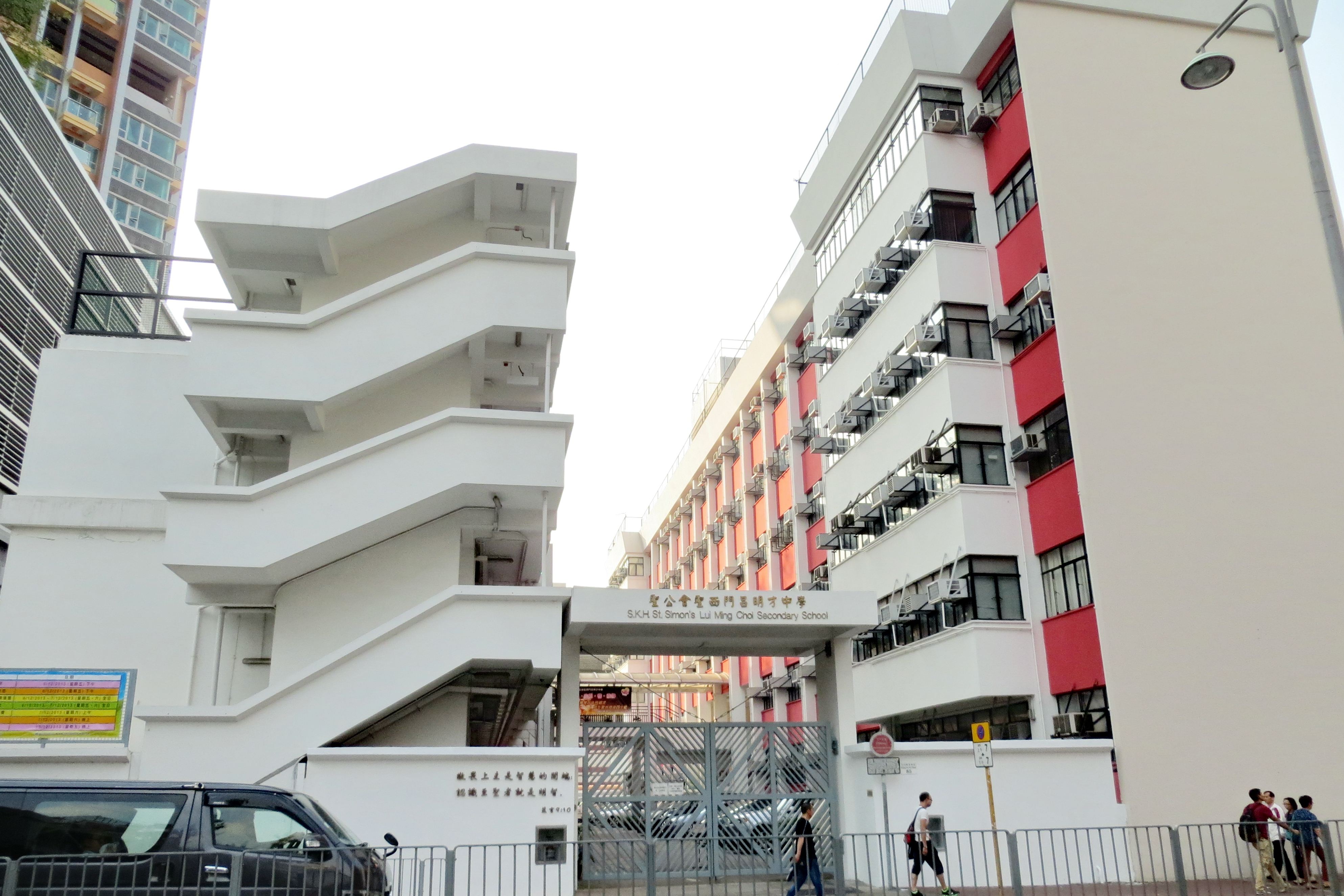
聖公會聖西門呂明才中學，前方道路為屯門鄉事會路

1973年，香港聖公會為了推廣教育給居住在青山屯門的漁民兒童，於是在青山灣的填土地興辦中學，佔地約3000平方米。同年由白約翰會督主持祝聖，1974年由香港總督麥理浩爵士主持揭幕儀式。學校是一所全日制男女子混合的文法中學。此校在成立當初為一所工業中學；但至1997年政府廢除工業中學制度後，已將校名內「工業」二字剔除而校名來由方面，聖西門是耶穌十二使徒之一，故以此命名；與此同時，由於學校獲呂明才基金會撥款資助建校費用，故此校亦以呂氏冠名。
聖公會聖西門呂明才中學是一所重視生命教育的學校，以聖公會堂、校、社福機構共同協作模式，推行多元化的牧養活動，邀請不同嘉賓分享見證，讓師生共同探討生活哲理及宗教真道。又安排同學參與不同的宗教體驗活動，學生藉此認識生命真道及實踐基督信仰，用生命活出信仰。

## 校友
- 羅國豪：香港專業教育學院屯門分校資訊科技系副系主任
- 王力克：聖公會白約翰會督中學校長
- 鄭銘強：聖公會聖本德中學校長
- 葉俊傑：靈糧堂怡文中學校長
- 汪威遜：警務處中區警區指揮官
- 趙頌茹：香港女藝人
- 何穎璐：香港女藝人
- 梁國成：香港十大傑出青年

## 資料來源與註釋
- 聖公會聖西門呂明才中學校網（页面存档备份，存于）

## 外部連結
- 聖公會聖西門呂明才中學校網（页面存档备份，存于）